# Julie-Ann Russell
Julie-Ann Russell, née le 29 mars 1991 à Galway, est une footballeuse internationale irlandaise évoluant au poste d'attaquante au Galway Women Football Club.

## Biographie

### Ses débuts
Julie-Ann Russell nait à Galway et grandi à Moycullen un village du comté de Galway. Elle est scolarisée à la Scoil Mhuire Maigh Cuilinn. Son frère John Russell est lui aussi footballeur : il a été champion d'Irlande avec le St. Patrick's Athletic FC. Elle commence le football au Salthill Devon un des principaux clubs formateurs de l'agglomération de Galway. En 2007, avec sa coéquipière Dora Gorman, elle est membre de l'équipe de Salthill qui remporte la coupe d'Irlande féminine des moins de 16 ans. Lors de la finale disputée à Tolka Park contre Stella Maris, Russell marque le but de la victoire 3-2 lors des prolongations. La semaine suivante, elle est en équipe senior avec Niamh Fahey et Méabh De Búrca sous les couleurs de la Galway Ladies League et remporte la Coupe d'Irlande 2007 en prenant le dessus sur Raheny United 1-0 à Dalymount Park. En conséquence Russell joue dans l'équipe de la Galway Ladies League qui dispute la Coupe féminine de l'UEFA 2008-2009. En 2010 Russell joue sa deuxième finale de Coupe d'Irlande cette fois-ci avec son club de Salthill Devon. Les glaswégiennes perdent en finale contre Peamount United 4-2,.
Comme beaucoup de jeunes irlandaises, Russell joue en même temps au football et à un sport gaélique, le football gaélique pour elle. Elle est membre du Galway GAA et dispute la National Football League et est sélectionnée par le Connacht GAA pour les compétitions inter-provinciales.

### À l'université
Entre 2009 et 2013, Russell fait ses études à l'Université de Limerick. Elle étudie à la Kemmy Business School pour passer un diplôme en Business et Marketing. Avec Karen Duggan comme coéquipière, elle remporte le championnat interuniversitaire en 2010, battant en finale le UCD de Louise Quinn. En 2011 elle part quelques mois aux États-Unis et joue pour les Strikers de Los Angeles où elle forme le duo d'attaquante avec sa compatriote Cherelle Khassal. En 2012, Russell passe neuf mois avec les Doncaster Rovers Belles pour stage professionnel dans le cadre de ses études. Elle cumule, les matchs avec Doncaster et un travail dans le service marketing du club avec le rôle d'ambassadrice digitale.

### En club
Julie-Ann Russell s'engage en même temps que sa collègue d'université Karen Duggan avec le Peamount United Football Club en 2011. Cette année-là, Peamount dispute deux compétitions majeures, la Ligue des champions puisque le club de Dublin a remporté la Coupe d'Irlande l'année précédente et la première saison du championnat d'Irlande féminin. En ligue des champions, Peamount dispute le tour préliminaire en Slovénie contre les Espagnoles du Rayo Vallecano, les Finlandaises du Pärnu JK et les Slovènes du ŽNK Krka. Peamount termine à la deuxième place battu seulement par le Rayo Vallecano qui se qualifie pour les 16e de finale. En championnat Russell fait partie de l'équipe qui remporte la compétition et réalise ensuite le doublé en étant victorieuse en Coupe de la Ligue,.
En 2013 et 2014, Julie-Ann Russell poursuit ses études à UCD pour obtenir un Master en marketing. Elle participe aux compétitions universitaires avec son université. Ses coéquipières sont d'autres internationales irlandaises, Dora Gorman, Siobhán Killeen ou Ciara Grant. C'est tout naturellement qu'elle signe aux UCD Waves quand l'université décide de s'appuyer sur DLR Waves pour disputer le championnat d'Irlande féminin. Une fois son master obtenu, Russel est engagée par Microsoft Bing.

### En équipe nationale
Julie-Ann Russell a été sélectionnée à toutes les catégories d'âge de la sélection nationale irlandaise.
Elle connait sa première sélection en A le 29 octobre 2009. Ce jour-là elle est remplaçante lors d'un match de qualification à la coupe du monde féminine de football 2011 contre le Kazakhstan. Elle entre en jeu à la mi-temps en remplacement de Marie Curtin.
Depuis 2009, Russell a accumulé 60 sélections et 5 buts.

## Palmarès

### Avec Peamount
- Championnat d'Irlande
  - Vainqueur en 2011-2012
- Coupe de la Ligue
  - Vainqueur en 2012 et 2013

### Avec Galway
- Coupe d'Irlande
  - Vainqueur en 2007

### Trophées individuels
- Joueuse internationale irlandaise de l'année en 2014
- Meilleure joueuse du championnat d'Irlande en 2013-2014
- Membre de l'équipe type du championnat d'Irlande lors des saisons 2012-2013 et 2013-2014.